# Neu-Ulm (stacja kolejowa)
Neu-Ulm (niem: Bahnhof Neu-Ulm) – stacja kolejowa w Neu-Ulm, w kraju związkowym Bawaria, w Niemczech. 
Stacja została otwarta w 1853 i przebudowana całkowicie w 2007 w ramach projektu Neu-Ulm 21.
Posiada 2 perony i jest obsługiwana codziennie przez około 120 pociągów Deutsche Bahn i Agilis. Stacja wchodzi w skład związku komunikacyjnego Donau-Iller-Nahverkehrsverbund.
Według klasyfikacji Deutsche Bahn posiada kategorię 4.

## Położenie
Stacja Neu-Ulm położony jest na południowy wschód od centrum miasta. W północno-zachodniej części dworca kolejowego, znajduje się Bahnhofstraße, a w południowo-wschodniej Meininger Allee. W południowo-zachodniej znajduje się budynek dworca i dworzec autobusowy, centralny punkt przesiadkowy (ZUP).

## Linie kolejowe
- Augsburg – Ulm
- Neu-Ulm – Kempten